# Baselland Transport
Pour les articles homonymes, voir BLT.
Baselland Transport (BLT) est une société de transports publics à Bâle, en Suisse.
Elle exploite les lignes dites suburbaines, son matériel porte une livrée jaune et rouge. BLT exploite cinq des quatorze lignes de tram à Bâle, les autres sont exploitées par Basler Verkehrs-Betriebe (BVB). La société exploite également nombreuses lignes de bus dans les environs de Bâle.
En 2019, les BLT ont transporté 55.1 millions de voyageurs, soit 1.1% de plus qu'en 2018.
Les actionnaires sont principalement le Canton de Bâle-Campagne à 43.3%, les communes de Bâle-Campagne à 21.8%, le Canton de Soleure à 9%, le Canton de Bâle-Ville à 7.9% et la Confédération à 16%.

## Historique

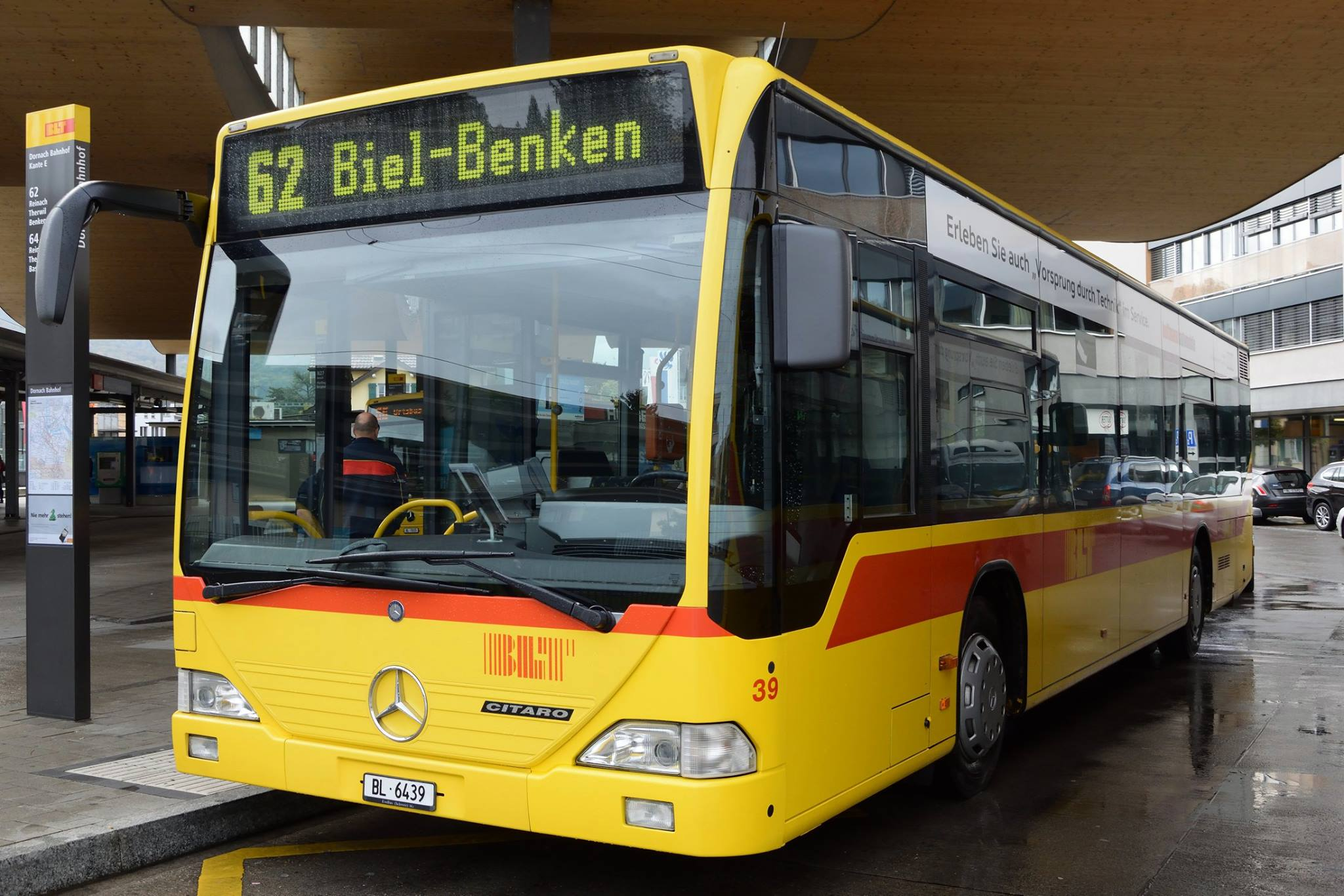
Mercedes-Benz Citaro I BLT no 39 sur la ligne 62 à l'arrêt Dornach Bahnhof

BLT a été créée le 1er janvier 1974, par le regroupement de quatre compagnies de tramway et de chemin de fer. C'étaient :
- Birsigtalbahn (BTB)
- Birseckbahn (BEB)
- Trambahn Bâle-Aesch
- Basellandschaftliche Ueberlandbahn (BUeB)

### Basellandschaftliche Ueberlandbahn (BUeB)
En 1913, le conseil du gouvernement du canton de Bâle-Campagne sollicita une licence auprès du gouvernement fédéral, pour une ligne de tram Muttenz - Liestal - Sissach. Mais à cause de la guerre, le projet prit du retard jusqu'en 1920, date à laquelle la BUeB est fondée.
Il y a 100 ans, le 22 janvier 1921, la  Basellandschaftliche Überlandbahn  (BUeB), célébrait l'ouverture de la ligne Bâle St-Jakob - Muttenz. La construction de la ligne de Bâle à Pratteln s'est déroulée en deux étapes : de St-Jakob à Muttenz en 1921 et de Muttenz à Pratteln en 1922. Cette ligne reste à voie unique durant 10 ans et le 19 novembre 1931, la ligne est mise à double voie sur la partie Bâle - Muttenz, et le 8 octobre 1951 jusqu'à Pratteln.
À la suite de l'électrification de la ligne CFF, le projet de la liaison vers Liestal et de sa gare est abandonné par le conseil d'administration de la BUeB, en juin 1937. Dès l'ouverture de la ligne, l'exploitation est assurée par la Balser Strassenbahn, l'actuel BVB.

### Birsigtalbahn (BTB)

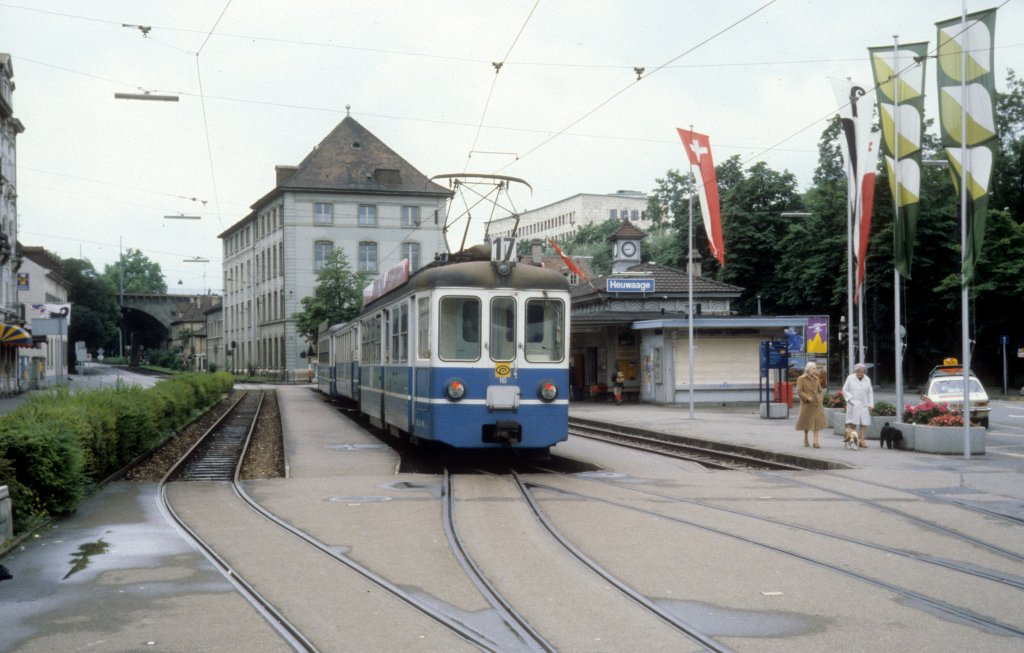
Une rame du Birsigtalbahn en 1980

La Birsigthalbahn, plus tard écrite en partie Birsigtalbahn à la suite de la Conférence orthographique de 1901, était une compagnie ferroviaire en Suisse. Société bâloise, elle était le propriétaire et l'exploitant de la ligne de chemin de fer de Bâle - Rodersdorf (Canton de Soleure), ouverte entre 1887 et 1910, à voie métrique. Le 4 octobre 1887, la Birsigthalbahn AG (BTB) ouvre sa première section de Bâle à Therwil.
Pour éviter d'utiliser les locomotives à vapeur en ville de Bâle, la ligne est électrifiée en 1905 avec tout d'abord du 750 V CC, puis 940 V.
En 1984, la ligne est convertie en partie électrique de 600 V CC, pour fonctionner avec les tramways de Bâle et en 1986, la ligne est raccordée au réseau de tramway urbain bâlois, la ligne 10 du tramway de Bâle,.

### Birseckbahn (BEB)
Après le succès du transport par tramways en ville de Bâle, des communes de banlieue (Münchenstein, Arlesheim et Dornach) trouvèrent que les trains de la Compagnie du Chemin de fer Jura-Simplon n'offraient pas assez de liaisons vers Bâle, elles demandèrent une concession à la Confédération et en 1900, cette demande fut acceptée, ce qui, au milieu de 1901, conduisit à la création de la Birseckbahn AG (BEB) basée à Arlesheim.
La ligne fut ouverte le 6 octobre 1902 et dès la journée d'ouverture jusqu'à 31 décembre 1915, elle est exploitée par B.St.B (Basler Strassenbahnen) qui deviendra la Basler Verkehrs-Betriebe (BVB). 
Au 1er janvier 1916, la compagnie achète du nouveau matériel et gère elle-mème la ligne jusqu'à sa fusion le 1er janvier 1974 avec le BLT.

### Trambahn Bâle-Aesch (TBA)
Une demande d'exploitation pour une ligne entre Bâle et Aesch a été déposée en 1903. L'exploitation de la ligne a débuté le 7 décembre 1907 par la Basler Strassenbahnen (B.St.B.). Ainsi, la Société TBA était une société de gestion pure, sans matériel, ni personnel.
De Bâle à Aesch, les tramways circulaient sur les lignes de la Basler Strassenbahnen, puis de la Birseckbahn et sur le réseau TBA depuis Ruchfeld à Aesch. La ligne fut mise à double voie en 1962 et portait le numéro 11. Cette dernière avait été incluse dans le système tarifaire urbain qu'en 1931. Après la fusion dans le BLT, rien n'a changé jusqu'au 1er janvier 1995, quand l'exploitation de la ligne 11 a finalement été complètement transférée au BLT.

### Fusion
En janvier 2016, le BLT fusionne avec le Waldenburgerbahn et cette ligne devient la ligne 19 du réseau. En 2021, des travaux de rénovation, avec modification de l'écartement des voies, 1000 mm au lieu des 750, ainsi qu'une modernisation de la gare de Liestal et des installations techniques débutent en avril 2021.

## Réseau actuel

### Tramway
| Ligne | Parcours                                                                 | Longueur de la ligne | Stations     | Temps de parcours | Ouverture       | Dernière modification | Parcours  |
| ----- | ------------------------------------------------------------------------ | -------------------- | ------------ | ----------------- | --------------- | --------------------- | --------- |
| 10    | Dornach Bahnhof – Ettingen Bahnhof (– Flüh Bahnhof – Rodersdorf Station) | 25,974 km            | 34 (38 / 40) | 62 / 63 Minutes   | 6 Octobre 1902  | 30 Juin 2001          | Ligne 10  |
| 11    | Saint-Louis Grenze – Aesch Dorf                                          | 14,235 km            | 34           | 44 / 43 Minutes   | 7 décembre 1907 | 14 octobre 2002       | Ligne 11  |
| E11   | Théâtre – Reinach Süd                                                    | 11,600 km            | 29           | 29 / 29 Minutes   | 14 octobre 2002 | -                     | Ligne E11 |
| 17    | Ettingen Bahnhof – Schifflände (– Wiesenplatz)                           | 12,215 km            | 18 (26)      | 34 / 36 Minutes   | 1 janvier 1975  | 25 octobre 1986       | Ligne 17  |
| 19    | Liestal Bahnhof – Waldenburg Station                                     | 13,100 km            | 13           | 24 / 24 Minutes   | 1 Novembre 1880 | 2021                  | Ligne 19  |

### Bus
| Ligne | Parcours                                         |
| ----- | ------------------------------------------------ |
| 37    | Aeschenplatz ↔ Dreispitz (- Bottmingen)          |
| 47    | Bottmingen ↔ Muttenz Bahnhof                     |
| 59    | Bottmingen ↔ Oberwil                             |
| 60    | Biel-Benken ↔ Muttenz Bahnhof (- Schweizerhalle) |
| 61    | Allschwil Letten ↔ Oberwil (- Hüslimatt)         |
| 62    | Biel-Benken ↔ Dornach Bahnhof                    |
| 63    | Dornach Bahnhof ↔ Muttenz Bahnhof                |
| 64    | Bachgraben ↔ Arlesheim Dorf                      |
| 65    | Dornach Bahnhof ↔ Pfeffingen                     |
| 66    | Ortsbus Dornach                                  |
| 91    | Bretzwil ↔ Reigoldswil                           |
| 92    | Bennwil ↔ Oberdorf                               |
| 93    | Lampenberg ↔ Lausen                              |
| 105   | Sissach ↔ Böckten                                |
| 106   | Sissach ↔ Wintersingen                           |
| 107   | Eptingen ↔ Sissach                               |
| 108   | Sissach ↔ Wittinsburg                            |
| 109   | Rümlingen ↔ Häfelfingen                          |

Les lignes 91 à 93 et 107 à 109 sont sous-traitées par Autogesellschaft Sissach-Eptingen (AGSE)  et la ligne 106 par Sägesser Reisen, Wintersingen.

## Matériel roulant
| Photo | Modèle        | Numéro                                  | Nombre               | Constructeur | Mise en service       | Remarques                                                                                             |
| ----- | ------------- | --------------------------------------- | -------------------- | ------------ | --------------------- | --- |
|       | Be 4/6        | 101–108                                 | 08                   | SWP          | 1971–1972             | Achetés par le Birseckbahn (BEB), ancêtre du BLT                                                      |
|       | Be 4/6        | 109–112, 114–115                        | 06                   | SWP          | 1975–1976             | |
|       | Be 4/6        | 213, 224–230, 258, 260–266              | 16                   | SWP          | 1978–1981             | |
|       | Be 4/8        | 201–212, 214–223, 231–249, 251–257, 259 | 49                   | SWP          | 1978–1981             | anciennement Be 4/6 allongés, 1987–1999 : opération de rallongement et d'installation de plancher bas |
|       | Be 6/10 Tango | 151–169                                 | 18(+19 en commande). | Stadler      | 2008–2012 / 2014-2016 | |

Afin de renouveler son matériel roulant, en particulier le remplacement des 63 motrices Schindler série 200, en configuration Be4/6 ou Be4/8, livrées entre 1978 et 1981, la compagnie a commandé à Stadler Rail, 25 rames de 45,5 m de long, livrables à partir de 2023. Ces trams unidirectionnels, seront composés de sept caisses et équipés d'un système anticollision, comprenant une caméra vidéo et un capteur radar.
Le premier tramway de la série TINA de Stadler, est sorti du dépôt Hüslimatt à Oberwil à 6 heures du matin, le 3 septembre 2024, pour le service des voyageurs. Les derniers véhicules seront tous livrés à la fin 2025.